# Willi Jahnen-Dechent
Willi Jahnen-Dechent (* 1958 in Cochem) ist ein deutscher Molekularbiologe,  Professor für Biointerface Science an der RWTH Aachen und einer von sieben Direktoren des Helmholtz-Instituts für Biomedizinische Technik an der RWTH Aachen.

## Werdegang
Nach dem Besuch des Martin-von-Cochem-Gymnasiums in Cochem absolvierte er von 1977 bis 1983 an der Johannes Gutenberg-Universität Mainz ein Studium der Biologie mit den Schwerpunkten Botanik, Biochemie, Genetik und Mikrobiologie. Mit seiner Dissertation über Abwehrmechanismen in der Phytopathologie (1983–86) bei Professor Klaus Hahlbrock am Max-Planck-Institut für Züchtungsforschung promovierte er 1986 an der Universität zu Köln zum Dr. rer. nat.
Als Stipendiat der Deutschen Forschungsgemeinschaft forschte er von 1987 bis 1989 als Post-Doc am Plant Cell Biology Research Centre der Universität Melbourne bei Professor Adrienne Elizabeth Clarke, danach am Joint Protein Structure Laboratory des Ludwig Institute for Cancer Research (LICR) und des Walter and Eliza Hall Institute (WEHI) in Melbourne bei Professor Richard Simpson, sowie ab 1990 am Department of Plant and Soil Sciences der University of Massachusetts Amherst bei Professor Robert Bernatzky.
Von 1990 bis 1998 war er wissenschaftlicher Mitarbeiter, Hochschulassistent und Hochschuldozent am Institut für Physiologische Chemie der Johannes-Gutenberg-Universität Mainz unter der Leitung von Professor Werner Müller-Esterl. 1998 habilitierte er sich im Fach Physiologische Chemie und Pathobiochemie an der Universität Mainz. Seit 1999 ist er C3-Professor und Direktor des Instituts für Zell- und Molekularbiologie an Grenzflächen im Klinikum der RWTH Aachen.

## Forschung
Willi Jahnen-Dechent hat bisher über 200 Peer-Review begutachtete Forschungsarbeiten über die Struktur und Funktion von Proteinen in den verschiedensten Bereichen veröffentlicht, u. a. über die Abwehr von Pflanzenpathogenen, über Reproduktionsbiologie bei Pflanzen und Tieren, sowie die Wechselwirkung zwischen Zellen und Materialien in Medizin und Biotechnologie.
Seine Forschungstätigkeit konzentriert sich auf die Funktion von Serumproteinen der Fetuin-Familie als prototypische Blutproteine mit hoher Oberflächenaktivität, die am Mineralstoffwechsel, der Blutgerinnung und der Reproduktionsbiologie beteiligt sind. Zu den praktischen Konsequenzen dieser Forschung gehören die potenzielle Toxizität und der Abbau von Nanopartikeln für medizinische Anwendungen sowie die Diagnose und Therapie von Verkalkungskrankheiten und die Fertilitätskontrolle beim Menschen.

## Ergänzendes
Neben seiner Tätigkeit in der universitären Forschung hat Willi Jahnen-Dechent mehr als 20 internationale wissenschaftliche Symposien geleitet oder an deren Organisation mitgewirkt. Weiter hat er über 100 eingeladene Vorträge gehalten und tritt regelmäßig als Gutachter für biomedizinische Fachzeitschriften und Fördereinrichtungen auf, wobei er jährlich bis zu 30 Manuskripte begutachtet.
Seit 2013 ist er Vorstandsmitglied der Deutschen Gesellschaft für Biomaterialien. Er ist Mitgründer der Schweizer Calciscon AG. Er berät aktiv bei der Diagnose und Therapie von Verkalkungserkrankungen sowie von Materialien in der Biotechnologie und Medizin.

## Auszeichnungen
- Für seine Doktorarbeit wurde er mit der Otto-Hahn-Medaille der Max-Planck Society ausgezeichnet.[4]

## Publikationen (Auswahl)
- Willi Jahnen Dechent, Thorsten Schinke et al: Cloning and Targeted Deletion of the Mouse Fetuin Gene. In: Journal of Biological Chemistry. Band 272, Nr. 50, 12. Dezember 1997, S. 31496–31503, doi:10.1074/jbc.272.50.31496 (englisch, sciencedirect.com [abgerufen am 16. Januar 2022]).
- Vincent M. Brandenburg, Willi Jahnen-Dechent, Markus Ketteler: Sevelamer and the bone–vascular axis in chronic kidney disease: bone turnover, inflammation, and calcification regulation. In: Kidney International. Band 76, Dezember 2009, S. 26–33, doi:10.1038/ki.2009.404 (englisch, sciencedirect.com [abgerufen am 16. Januar 2022]).
- Wilhelm Jahnen-Dechent,  Markus Ketteler: Magnesium basics. In: Clinical Kidney Journal. Band 5, 2012, OCLC 8147014943, S. 3–14 (englisch).
- Marietta Herrmann, Anne Kinkeldey, Willi Jahnen-Dechent: Fetuin-A Function in Systemic Mineral Metabolism. In: Trends in Cardiovascular Medicine. Band 22, Nr. 8, November 2012, S. 197–201, doi:10.1016/j.tcm.2012.07.020 (englisch, sciencedirect.com [abgerufen am 16. Januar 2022]).
- Philipp Maurer, Werner Karl Schomburg, Roman Truckenmüller, Wilhelm Jahnen-Dechent: Kalzifizierungsanalyse in Polymerchips. Hrsg.: Aachen Universitätsbibliothek der RWTH Aachen. 2017, OCLC 1048398904.
- Willi Jahnen-Dechent, Andrea Büscher, Sina Köppert, Alexander Heiss, Makoto Kuro-O, Edwar R. Smith: Mud in the blood: the role of protein-mineral complexes and extracellular vesicles in biomineralisation and calcification. 1. Oktober 2020, doi:10.1016/j.jsb.2020.107577 (englisch).
- Willi Jahnen-Dechent, Edward R. Smith: Nature’s remedy to phosphate woes: calciprotein particles regulate systemic mineral metabolism. In: Kidney International. Band 97, Nr. 4, April 2020, S. 648–651, doi:10.1016/j.kint.2019.12.018 (englisch, sciencedirect.com [abgerufen am 16. Januar 2022]).